# Список синглов № 1 в Южной Корее в 2009 году (Gaon)
Список синглов № 1 в Южной Корее в 2009 году по версии Gaon включает музыкальные синглы, занимавшие 1 место в хит-параде Gaon Singles Chart в 2009 году. Продажа синглов через интернет в цифровом формате занимает значительную долю музыкального рынка Южной Кореи, в результате чарт синглов Gaon формируется на основе количества продаж через интернет, без учёта ротации песен на радио. Все чарты издаются еженедельно и ежемесячно. Сбором и анализом данных занимается компания Korea Music Content Association. В 2009 году выходил только ежемесячный хит-парад; еженедельный хит-парад стартовал с 2010 года.

## Список синглов

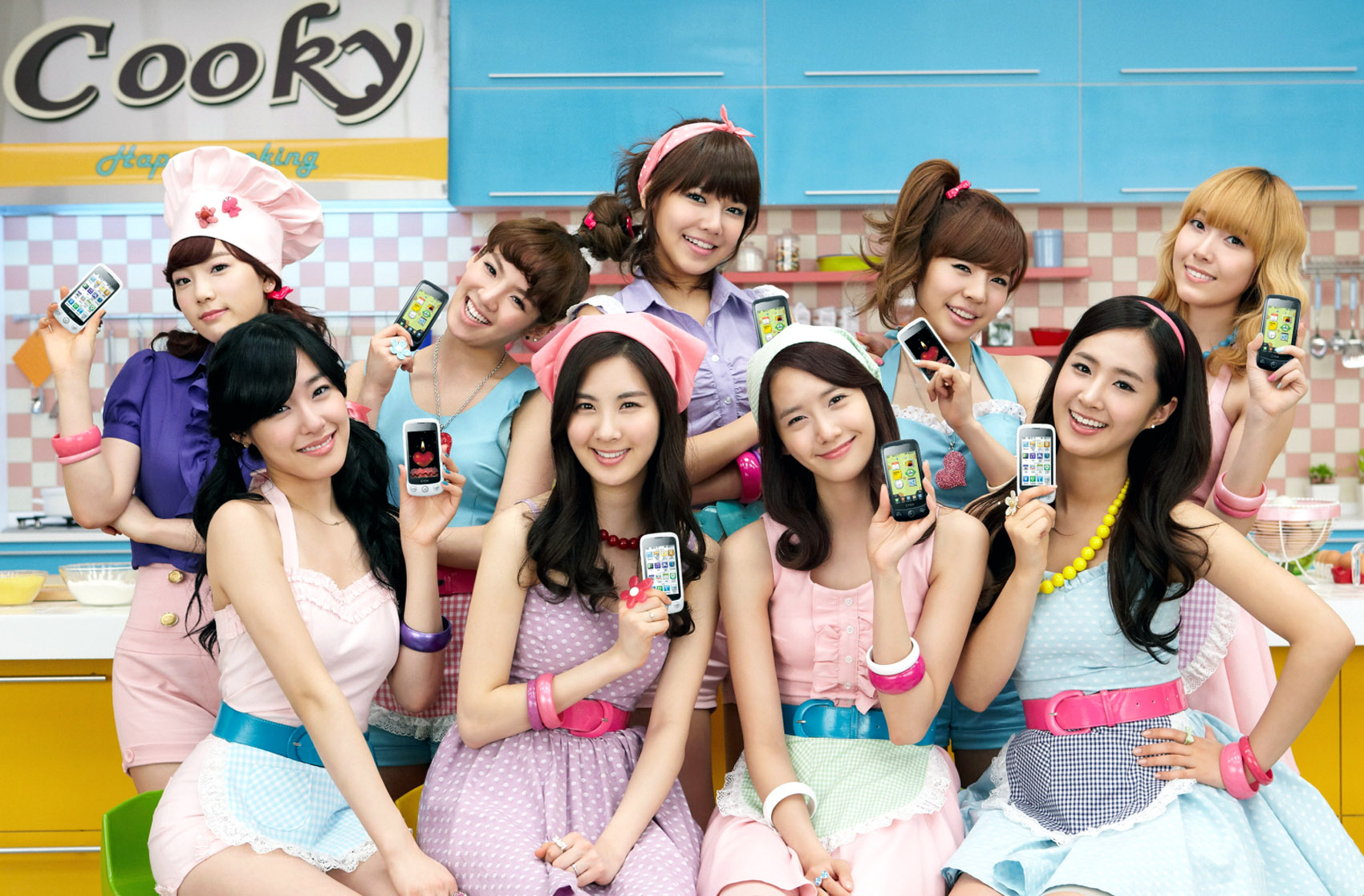
Girls' Generation — исполнители песни января и февраля

| Месяц                                | Песня | Исполнитель            |
| ------------------------------------ | --- | ---------------------- |
| Январь                               | «Gee» | Girls' Generation      |
| Февраль                              | «Gee» | Girls' Generation      |
| Март                                 | «8282»                                                                                                   | Davichi                |
| Апрель                               | «Lollipop»                                                                                               | Big Bang и 2NE1        |
| Май                                  | «Fire»                                                                                                   | 2NE1                   |
| Июнь                                 | «Loner» (кор. 외톨이)                                                                                    | Outsider               |
| Июль                                 | «I Don’t Care»                                                                                           | 2NE1                   |
| Август                               | «Abracadabra»                                                                                            | Brown Eyed Girls       |
| Сентябрь                             | «Heartbreaker»                                                                                           | G-Dragon               |
| Октябрь                              | «The Girl Who Can’t Break Up, the Boy Who Can’t Leave» (кор. 헤어지지 못하는 여자, 떠나가지 못하는 남자) | Leessang feat. Jung In |
| Ноябрь                               | «You and I»                                                                                              | Пак Бом                |
| Декабрь                              | «Because of You» (кор. 너 때문에)                                                                        | After School           |
| Все данные взяты с сайта Gaon Chart. | |                        |